# 光明夫人
光明夫人（?—?）昔氏，朝鮮三國時代新羅第13代君主味鄒尼師今的夫人。
光明夫人是第11代君主助賁尼師今的女儿，沾解尼師今十六年（262年），沾解王將死，将王位传给了兄长助賁王的女婿金味鄒。金氏开始统治新罗。光明夫人有两个女儿保反夫人、阿留夫人金氏。

## 家族
- 父亲：11代王助賁尼師今
- 母亲：阿爾兮夫人
- 丈夫：13代王味鄒尼師今
  - 女儿：保反夫人（寶飯夫人）金氏，17代王奈勿麻立干的夫人
  - 女儿：阿留夫人金氏，18代王實聖麻立干的夫人
    - 外孙女：阿孝夫人金氏，訥祇麻立干的夫人，慈悲麻立干的母亲
    - 外孙女：鵄述公主金氏，先嫁朴堤上，再嫁訥祇麻立干，未斯欣的夫人朴氏的母亲
    - 外孙：金鵄休